# 채드 뷰캐넌
채드 뷰캐넌(영어: Chad Buchanan)은 미국의 배우, 모델이다.